# Медіастиніт
Медіастиніт — запалення середостіння. 
Розрізняють за клінічним перебігом гострий і хронічний медіастиніт. Гострий медіастиніт найчастіше бактерійної природи. Основу етіології складають пошкодження органів середостіння. Інфекційний процес у цьому випадку прогресує швидко, що робить гострий медіастиніт надзвичайно небезпечним для життя захворюванням. Хронічний (склерозуючий, фіброзуючий) медіастиніт, серйозне захворювання, обумовлене повільно протікаючим запаленням середостіння, що призводить до розростання колагену і фіброзної тканини навколо судин і дихальних шляхів. Причини, лікування і прогноз гострого та хронічного медіастиніту різні.

## Класифікація
За клінічним перебігом:
- гострий (гнійний, асептичний)
- хронічний

За локалізацією:
- передній
- задній
- верхній
- нижній

За патогенезом:
- первинний
- вторинний

За характером інфекції:
- неспецифічний
- специфічний

## Етіологія

### Гострий медіастиніт
Причинами первинного є травми органів середостіння, вторинного — нагнійні захворювання.
Станом на 2015 рік, найчастішою причиною виникнення вторинного гострого медіастиніту були травми та захворювання ЛОР-органів.
До розвитку сучасної серцево-судинної хірургії, випадки гострого медіастиніту були обумовлені перфорацією стравоходу або контактним поширенням одонтогенної чи ретрофарінгеальної інфекції. також причинами гострого медіастиніту є ускладненнями серцево-судинних або ендоскопічних хірургічних процедур.

### Хронічний медіастиніт
Хронічний медіастиніт зазвичай діагностується радіологічно і проявляється дифузним фіброзом м'яких тканин середостіння. Іноді цей станстан розвивається внаслідок попереднього гранулематозного захворювання, найчастіше — гістоплазмозу. Також хронічний медіастиніт може розвиватися після перенесеного туберкульозу або променевої терапії. Фіброзуючий медіастиніт найбільш часто ускладнюється здавленням судин або дихальних шляхів середостіння, що може проявлятися синдромом верхньої порожнистої вени або набряком легенів внаслідок здавлення легеневих вен.

## Лікування
Для лікування зазвичай застосовується агресивна внутрішньовенна антибактеріальна терапія і гідратація. У разі виникнення абсцесів або значного поширення інфекції може бути призначене дренування або хірургічна санація середостіння.[джерело?]
Ефект від лікування хронічного медіастиніту сумнівний, для терапії зазвичай застосовуються стероїди або хірургічна декомпресія стиснутих судин.[джерело?]